# Эль-Чако
Эль-Чако (исп. Meteorito El Chaco) — второй по величине известный метеорит, упавший в районе под названием Кампо-дель-Сьело, в 12 километрах от города Ганседо, провинция Чако, Аргентина.
До открытия метеорита Ганседо он был самым большим метеоритом в Америке и вторым в мире.
Расчеты углерода-14 относят его падение между 1080 и 1910 годами до нашей эры. Его кратер был обнаружен в 1969 году Раулем Гомесом, местным жителем. Раскопками до 1980 года руководил Уильям Кэссиди, астроном НАСА, проводивший исследования на этом месте с 1962 года. В 1980 году ВВС Аргентины раскопали и подняли из кратера огромный метеорит, с приблизительным весом 28 840 кг, это третий по величине известный метеорит после Ганседо и Гоба в Намибии.